# Gonzeville
Gonzeville – miejscowość i gmina we Francji, w regionie Normandia, w departamencie Sekwana Nadmorska.
Według danych na rok 1990 gminę zamieszkiwały 123 osoby, a gęstość zaludnienia wynosiła 25 osób/km² (wśród 1421 gmin Górnej Normandii Gonzeville plasuje się na 775. miejscu pod względem liczby ludności, natomiast pod względem powierzchni na miejscu 696.).